# 567580 Latuni
567580 Latuni è un asteroide della fascia principale. Scoperto nel 2017, presenta un'orbita caratterizzata da un semiasse maggiore pari a 3,1510480 au e da un'eccentricità di 0,0288858, inclinata di 9,69927° rispetto all'eclittica.